# Kleistokarpie

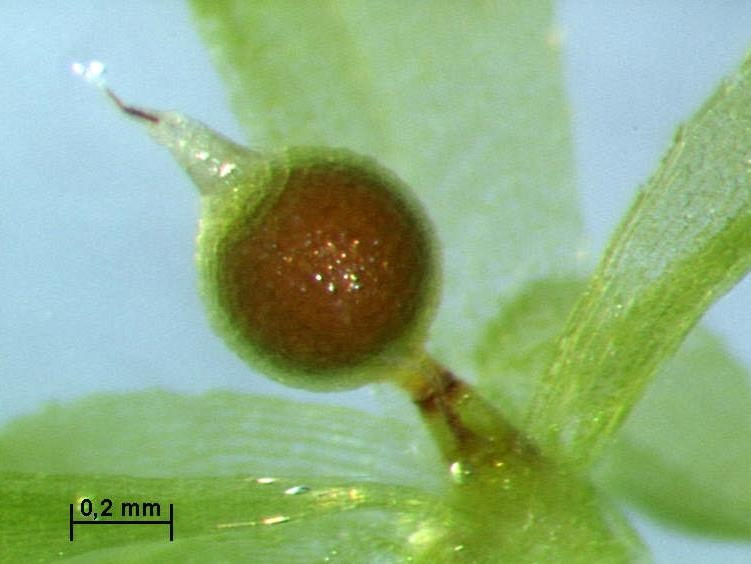
Kleistokarper Sporophyt (Sporenkapsel) von Physcomitrella patens

Der Begriff Kleistokarpie geht auf das griechische kleistós „verschlossen“ und karpós „Frucht“ zurück und bedeutet „Schließfrüchtigkeit“ (das entsprechende Adjektiv lautet kleistokarp). Es beschreibt die Fruchtbildung bei kleistogamen Blüten (griech. gámos „Ehe“) der Blütenpflanzen. Diese öffnen sich nicht und sind gezwungen, sich im geschlossenen Zustand selbst zu bestäuben.
Bei Pilzen bezieht sich die Kleistokarpie auf geschlossene Fruchtkörper, aus denen die Sporen durch den Zerfall oder Bruch der Wand frei werden.
Bei Moosen bezeichnet die Kleistokarpie schließfrüchtige Laubmoose (z. B. die Sphaerocarpales) mit Kapsel ohne abgegliederten Deckel. Die Sporen werden ebenfalls erst durch den Zerfall des umschließenden Gewebes frei. Kleistokarpie ist bei dem Laubmoos Physcomitrella patens ein sekundär reduziertes Merkmal des Sporophyten.